# Gonomyia tonnoirella
Gonomyia tonnoirella là một loài ruồi trong họ Limoniidae. Chúng phân bố ở miền Australasia.